# Klinikum Leverkusen

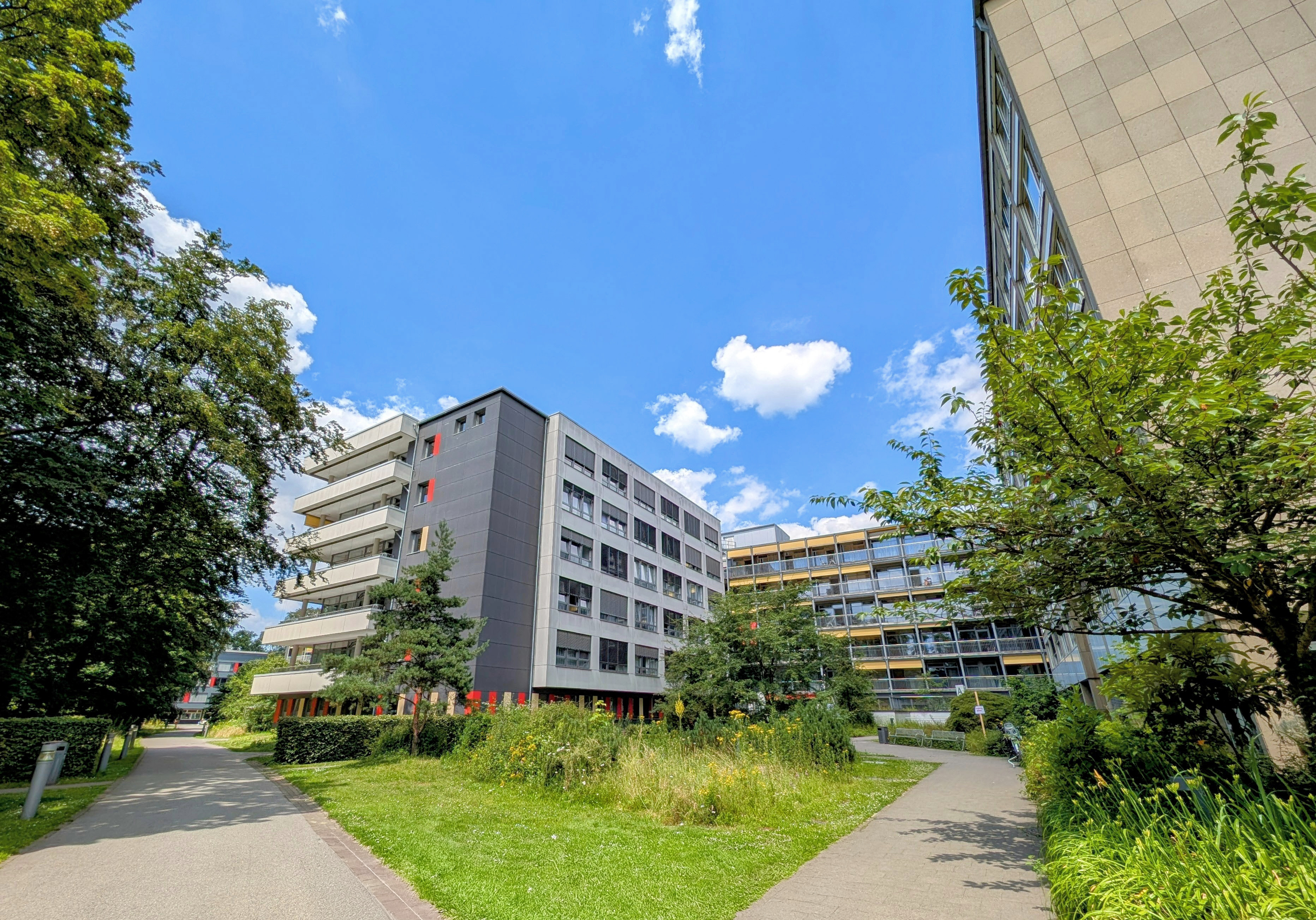
Blick auf den Gebäudeteil C des Klinikums Leverkusen.

Das Klinikum Leverkusen (bis 1993 Städtisches Krankenhaus) im Stadtteil Leverkusen-Schlebusch ist ein Krankenhaus der Versorgungsstufe III und akademisches Lehrkrankenhaus der Universität zu Köln. Es verfügt über 12 medizinische Fachabteilungen mit 740 Planbetten, mehrere Schwerpunktzentren und weitere Institute.

## Geschichte und Struktur
Das Klinikum Leverkusen wurde von 1953 bis 1956 nach Plänen von Benno Schachner erbaut und am 24. Oktober 1956 eingeweiht.
Die Klinikum Leverkusen gGmbH ist eine 100%ige Tochtergesellschaft der Stadt Leverkusen. Zum Klinikum Leverkusen gehören als Tochtergesellschaften: Klinikum Leverkusen Service GmbH (100 %), MVZ Leverkusen gGmbH (100 %), MVZ Klinikum Leverkusen GmbH (100 %), Praxis am Berg MVZ gGmbH (100 %), Physio-Centrum Leverkusen GmbH (51 %). Der Konzern beschäftigt circa 2500 Mitarbeiter (Stand 12/2024).
Geführt wird das Klinikum Leverkusen von einer Doppelspitze, der Medizinischen Geschäftsführerin Anja Mitrenga-Theusinger (seit Mai 2022) und dem Kaufmännischen Geschäftsführer André Schumann (seit Januar 2023).

## Medizinische Leistungen
Fachabteilungen und Institute:
- Klinik für Allgemein-, Viszeral- und Thoraxchirurgie
- Klinik für Gefäßchirurgie
- Klinik für Orthopädie und Unfallchirurgie
- Klinik für Urologie
- Klinik für Anästhesie und operative Intensivmedizin
- Klinik für Frauenheilkunde und Geburtshilfe
- Klinik für Neurologie
- Klinik für Kinder und Jugendliche
- Medizinische Klinik 1 (Kardiologie)
- Medizinische Klinik 2 (Gastroenterologie)
- Medizinische Klinik 3 (Hämatologie/Onkologie)
- Medizinische Klinik 4 (Allgemeine Innere)
- Zentrale Notaufnahme
- Institut für Klinische und onkologische Pharmazie

Als besondere Schwerpunktangebote für Patienten hat das Klinikum sogenannte Zentren interdisziplinärer Zusammenarbeit in den Bereichen Adipositas, Beckenboden, Brust- und Darmerkrankungen, sowie Endoprothetik, Onkologie, Osteoporose, Plastische und Ästhetische Chirurgie, Prostata, Schlaganfall, Perinatal- und Pränatalmedizin und Wirbelsäulenchirurgie etabliert.
Die Kinderpalliativstation Zeitinsel – die dritte ihrer Art in Deutschland – hat im Juli 2025 ihren Betrieb aufgenommen.
Ergänzt wird das medizinische Leistungsspektrum durch Kooperationspartner auf dem Gelände des „Gesundheitspark Leverkusen“, z. B. Einrichtungen für Laboratoriumsmedizin, für Radiologie, Nuklearmedizin und Strahlentherapie, ein Medizinisches Versorgungszentrum und weitere niedergelassene Partner.

## Trivia
Ein ungenutzter Teil des Klinikums war Drehort der im ZDF ausgestrahlten Krankenhausserie Bettys Diagnose.